# We Are Superhuman
We Are Superhuman (с англ. — «Мы Сверхлюди») — четвёртый мини-альбом южнокорейского бой-бенда NCT 127 второго юнита NCT. Был выпущенный 24 мая 2019 года компанией SM Entertainment. Об этом было объявлено 18 апреля 2019 года, одновременно с выпуском их первого японского альбома Awaken. Он включает в себя ведущий сингл «Superhuman» и пять других треков.

## Предпосылки и релиз
14 мая 2019 года был выпущен пред-релиз сингла «Highway to Heaven» вместе с его музыкальным видео.

## Промоушен
Группа выступила на Good Morning America с «Superhuman» 18 апреля. Они являются третьими корейскими артистами который выступал в программе.

## Приём
| Оценки критиков      | Оценки критиков |
| Источник             | Оценка          |
| -------------------- | --------------- |
| Consequence of Sound | B+              |

### Коммерческий успех
We Are Superhuman, дебютировал на 11 строчке в американском Billboard 200 с 27,000 эквивалентными единицами альбома (с 25,000 традиционными продажами), став с самым высоким альбомом в чарте; они стали второй самой высокой чартовой K-pop группой в чарте. Альбом также дебютировал на вершине мирового чарта альбомов, став вторым номером группы с Limitless в 2017 году. Между тем, ведущий трек «Superhuman» дебютировал на третьем месте в мировом чарте цифровых продаж песен с тысячей проданных загрузок, став седьмой песней группы в десятке лучших в чарте.
В Японии альбом дебютировал на шестом месте еженедельных цифровых альбомов Oricon с загрузками 829.Он дебютировал в недельном альбомном чарте под номером шесть с 7,265 копиями неделю спустя.

## Трек-лист
Адаптировано из интернет-магазина SM.
| №                   | Название                   | Текст песни                                             | Музыка                                                              | Длительность |
| ------------------- | -------------------------- | ------------------------------------------------------- | ------------------------------------------------------------------- | ------------ |
| 1.                  | «Highway to Heaven»        | January 8th (Jam Factory) Min Yeon Jae Jo Mi Yang Danke | Wilbart "Vedo" McCoy III Sean Machum Gaelen Whittemor Social House  | 3:20         |
| 2.                  | «Superhuman»               | Park Sung-hee Lee Seu-ran JQ Ameli Rick Bridges         | Adrian McKinnon Tak 1 Take                                          | 3:57         |
| 3.                  | «Fool» (아 깜짝이야)       | Rick Bridges                                            | Rykeyz Britten Newbill Wes Period Lucky Daye                        | 2:41         |
| 4.                  | «Jet Lag» (시차)           | JQ Kim Hye-jeong Mark                                   | Social House Gaelen Whittemore Sean Machum Wilbart 'Vedo' McCoy III | 3:15         |
| 5.                  | «Paper Plane» (종이비행기) | Oh Min-ju                                               | Léon Paul Palmen Jihad Rahmouni Roel Donk                           | 3:44         |
| 6.                  | «Outro: We Are 127»        |                                                         | Tak                                                                 | 1:27         |
| Общая длительность: | Общая длительность:        | Общая длительность:                                     | Общая длительность:                                                 | 18:27        |

## Чарты
| Чарты (2019)                             | Пиковые позиции |
| ---------------------------------------- | --------------- |
| Австралия (ARIA)                         | 15              |
| Канада (Canadian Albums Chart)           | 64              |
| Франция (SNEP)                           | 43              |
| Япония (Oricon)                          | 6               |
| Шотландия (Scottish Albums Chart)        | 80              |
| Республика Корея (Gaon)                  | 1               |
| Испания (PROMUSICAE)                     | 81              |
| Великобритания (UK Digital Albums Chart) | 54              |
| Великобритания (OCC)                     | 71              |
| США (Billboard 200)                      | 11              |
| США (Billboard Independent Albums)       | 1               |
| США (Billboard World Albums)             | 1               |

### Годовой итоговый чарт
| Чарты (2019)                       | Позиция |
| ---------------------------------- | ------- |
| Республика Корея (Gaon)            | 20      |
| США Independent Albums (Billboard) | 24      |
| США World Albums (Billboard)       | 9       |

## Победы
| Публицист | Лист                         | Ранг | Ссылка |
| --------- | ---------------------------- | ---- | ------ |
| PopCrush  | Лучшие поп альбомы 2019 года | н/д  | [ 25 ] |

## История релиза
| Регион           | Дата         | Формат                     | Дистибьютеры                          |
| ---------------- | ------------ | -------------------------- | ------------------------------------- |
| Various          | 24 мая, 2019 | Digital download streaming | SM Entertainment Dreamus Capitol      |
| Южная Корея      | 27 мая, 2019 | CD                         | SM Entertainment Dreamus              |
| Северная Америка | 27 мая, 2019 | CD                         | Capitol Caroline                      |
| Европа           | 27 мая, 2019 | CD                         | EMI                                   |
| Южная Корея      | 30 мая, 2019 | LP                         | SM Entertainment Capitol Caroline EMI |
| Северная Америка | 30 мая, 2019 | LP                         | SM Entertainment Capitol Caroline EMI |
| Европа           | 30 мая, 2019 | LP                         | SM Entertainment Capitol Caroline EMI |